# 塞瓦爾角

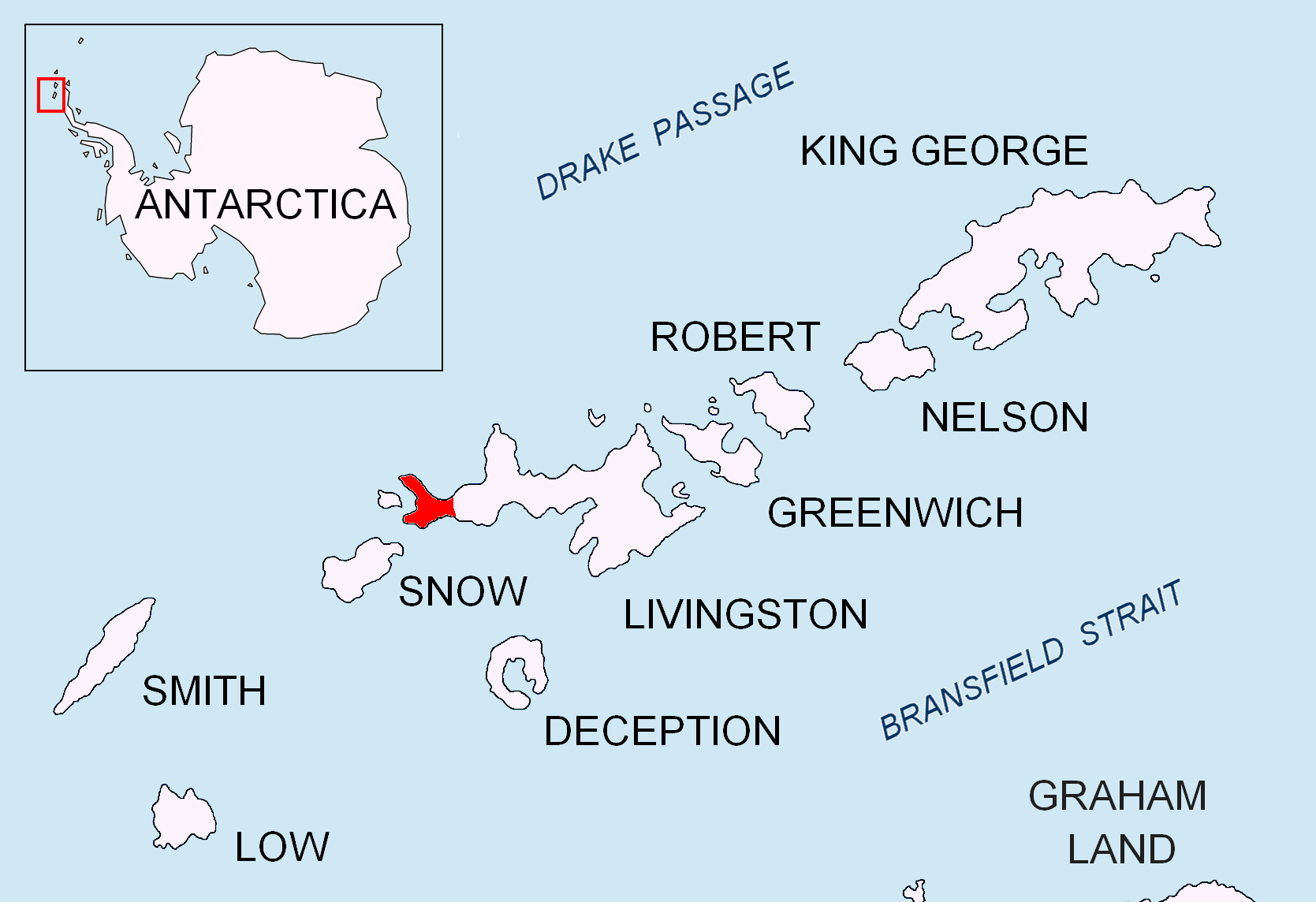

塞瓦爾角是南極洲的海岬，位於南設得蘭群島中利文斯頓島的拜爾斯半島南部，處於德維爾斯角東南面2公里和尼科波爾角以西2.8公里。
62°40′26″S 61°08′56″W / 62.67389°S 61.14889°W

## 外部連結
- Sevar Point. （页面存档备份，存于） SCAR Composite Gazetteer of Antarctica.